# Toxorhina growea
Toxorhina growea är en tvåvingeart som beskrevs av Günther Theischinger 1994. Toxorhina growea ingår i släktet Toxorhina och familjen småharkrankar. Inga underarter finns listade i Catalogue of Life.